# Абалаков, Александр Николаевич
Абалаков Александр Николаевич (род. 29 ноября 1959) — депутат Государственной Думы России VI созыва, избран в составе федерального списка кандидатов (Новосибирская область) от КПРФ. Дата начала полномочий: 4 декабря 2011 года. Член комитета Государственной Думы по региональной политике и проблемам Севера и Дальнего Востока.

## Биография
Окончил Новосибирский электротехнический институт в 1982 году по специальности «Информационно-измерительная техника» с присвоением квалификации «Инженер-электрик».
С 1979 году работал лаборантом научно-исследовательского сектора.
С 1982 по 1989 гг. работал на предприятиях атомной промышленности и приборостроения по своей специальности.
В 2005 году был избран депутатом Новосибирского областного Совета депутатов.
До 2010 года работал в комитете по строительству и вопросам жилищно-коммунального хозяйства.